# Raetische Firnisware

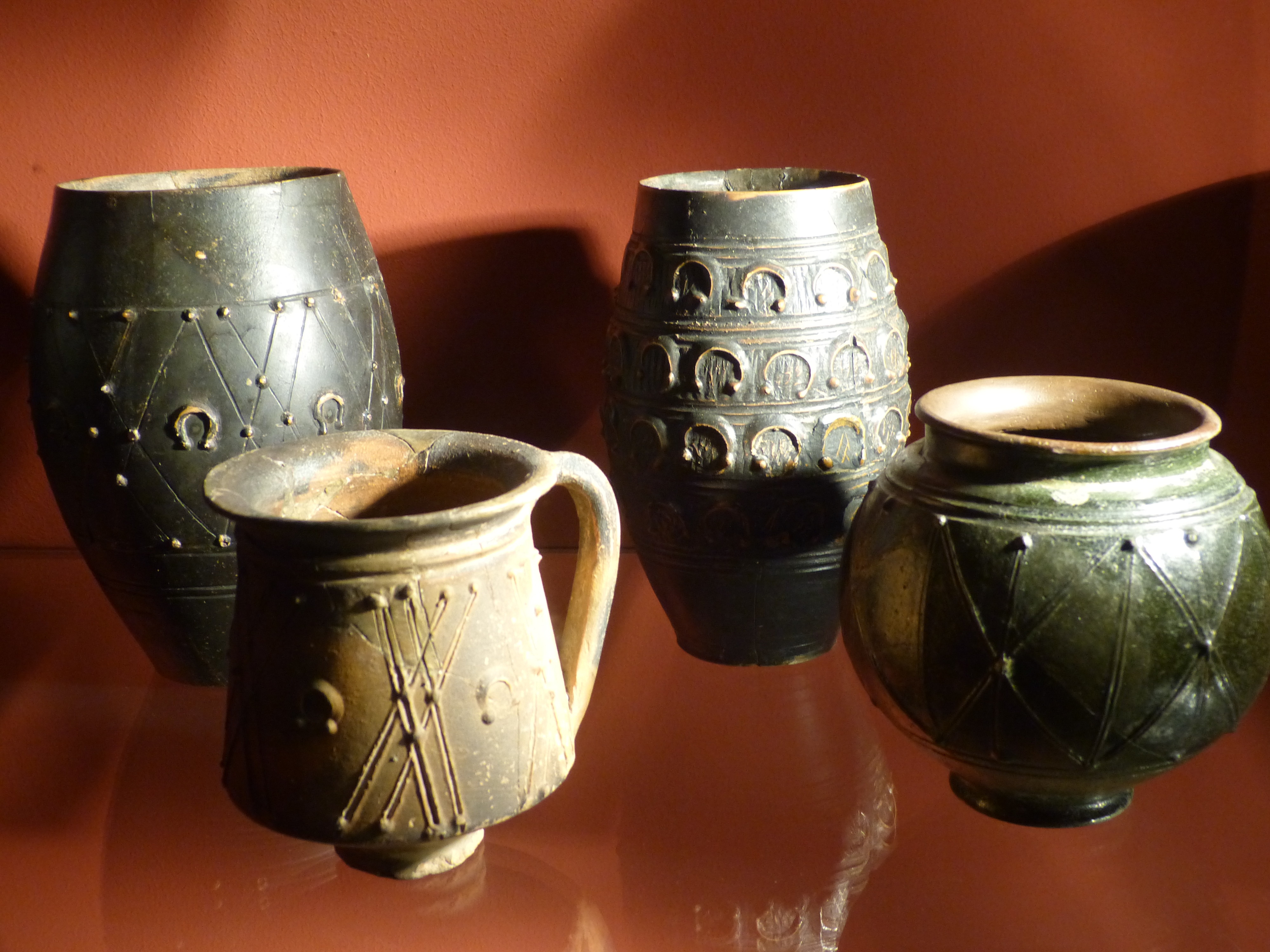
Rätische Firnisware, Gäubodenmuseum Straubing

Die Raetische Firnisware, auch oft nur als Rätische Ware bezeichnet, ist die moderne Bezeichnung für nur im römischen Raetien und im Alpenvorland produzierte Tonware.
Es handelt sich um eine hartgebrannte mit einem dunkelbraunen bis ganz schwarzen, glänzenden Überzug versehene Tonware. Die Oberfläche ist oftmals mit Mustern wie Barbotine, Kerbränder und Rädchenmuster verziert. Geläufige Formen sind kleine Trinknäpfe und Töpfe. Es handelt sich wohl um gehobenes Tafelgeschirr. Die Raetischen Firnisware wurde vom Beginn des 2. bis in das 3. Jahrhundert produziert.
In der mittleren Kaiserzeit war neben der Terra Sigillata häufig weitere feine Tischkeramik mit Glanztonüberzug in Gebrauch. Der Raetischen Ware ähnliche Keramiken sind die Engobierte Ware im Rheinland und die Wetterauer Ware.